# Haemodorum simulans
Haemodorum simulans är en enhjärtbladig växtart som beskrevs av Ferdinand von Mueller. Haemodorum simulans ingår i släktet Haemodorum och familjen Haemodoraceae. Inga underarter finns listade.